# Radio Killer
Radio Killer a fost un proiect de muzică dance din România, fondată în anul 2009. Din 2010, proiectul Radio Killer este format din Paul Damixie (DJ) și Lee Heart (voce).
Piesele lor au ajuns în topurile muzicale din Germania, Italia, Spania, Franța, Rusia, Slovenia, Grecia și Elveția și chiar pe poziția #1 în Marea Britanie.
Prima melodie lansată a fost Voila, care a fost cea mai difuzată piesă din România și Rusia și a câștigat premiul "Best New Act" la gala Romanian Music Awards 2010. Voila a fost hit în Ucraina, Turcia, Italia, Polonia, Franța și Cehia. Radio Killer este primul proiect DJ din România, care a intrat în playlist-ul BBC Radio One cu piesa Calling You. Piesa lor Is It Love Out There a fost imnul oficial al Liberty Parade, cel mai mare eveniment dance din România.
Ultima melodie a formației Radio Killer a fost Mi-e dor.

## Istoric
Proiectul Radio Killer a fost lansat în 2009 printr-o campanie de promovare  - 'Who is Radio Killer?' - care a generat multe comentarii și reacții privind identitatea celor care se aflau în spatele acestui proiect. Identitatea celor șapte producători ce stăteau în spatele proiectului Radio Killer a fost dezvăluită în decursul a câtorva luni, până în primavara anului 2010.
Voila, single-ul de debut al proiectului a fost cel mai difuzat cântec din anul 2009, în România. De asemenea, piesa celor de la Radio Killer a fost licențiată în alte țări din Europa: Rusia, Germania, Ucraina, Turcia, Italia, Polonia, Slovacia, Franța, Republica Cehă.
Cei șapte producători care au contribuit la proiectul Radio Killer au fost deconspirați unul câte unul pe site-ul oficial www.radiokiller.ro. Începand cu Smiley și continuând cu Elefunk (n.r Șerban Cazan, DJ Cell Block, Karie, Boogie Man (n.n. Don Baxter), Crocodealer (n.n. Alex Velea) și  Paul Damixie, oamenii din spatele proiectului au fost prezentați fanilor și publicului, prin intermediul campaniei de promovare.
La sfârșitul lunii aprilie 2010, Radio Killer a lansat cel de-al doilea single, intitulat "Be Free". Melodia a avut parte de o primire călduroasă din partea publicului. "Be Free" a reușit să cucerească noi teritorii ca Suedia, Finlanda, Danemarca sau Olanda. 
Tot în anul 2010, la sfârșitul acestuia, apare și cel de-al treilea single Radio Killer, "Lonely Heart". Lansarea acestui single a însemnat unul dintre cele mai importante capitole din istoria Radio Killer: începutul colaborării cu Lee Heart, vocea actuală a proiectului electro-dance.
Lonely Heart a introdus-o în scenă pe tânăra artistă în vârstă de 20 de ani, la vremea respectivă. Aceasta se mândrește că a cântat pe scenă alături de Black Eyed Peas. Lee Heart a câștigat peste 15 premii la concursuri naționale și internaționale de muzică, a studiat muzica la Școală Populară de Arte și a luat lecții de jazz. 
Cel de-al treilea single Radio Killer, "Lonely Heart", a intrat în vara lui 2011 în playlistul celui mai important post de radio din Marea Britanie, BBC Radio 1. Tot pe teritoriul britanic, Radio Killer a reușit să ajungă cu "Lonely Heart" în fruntea topului Music Week Club. Acest lucru a făcut ca Radio Killer să devină primul proiect de DJ din țara noastră care reușește să intre în aceste topuri muzicale.
În 2010 Voila a fost No.1 la stațiile radio din Rusia și a câștigat premiul pentru "Best New Act" în România.
„Don't let the music end” este penultimul lor single. Acesta a fost lansat în toamna lui 2011.
Cel mai nou single Radio Killer, „Calling you”, a fost lansat în luna aprilie 2012.  De altfel, piesa beneficiază de un videoclip lansat la sfârșitul lunii iunie.
Radio Killer a semnat și imnul Liberty Parade din 2011, cel mai mare eveniment dance de stradă din România care s-a desfășurat pe 28 iulie, la Liberty Parade Arena. Despre „Is it love out there”, imnul din acest an, cei doi componenți ai trupei spun că este o piesă cu un vibe optimist și care îi reprezintă.
În octombrie 2015, Paul Damixie a desființat formația Radio Killer, și a devenit remixer.

## Membri
Paul Damixie
Paul Damixie(n. Paul Golub, 12 septembrie 1988, Timișoara, România) are 27 de ani și din 2009 el este DJ-ul Radio Killer. S-a născut la Timișoara, iar primul contact cu muzica l-a avut la vârsta de 11 ani.  A mixat pe aceeași scenă cu Echoman, Hybrid, Andy Fletcher (Depeche Mode), Outwork, Camille Jones, NTFO și a lansat peste 40 de remixuri în colaborare cu label-uri din Marea Britanie, Italia, SUA și România.
Producțiile sale au intrat în set-urile celor mai cunoscuți DJ români, dar și din afară.
Până acum Paul Damixie a făcut remixuri pentru Hy2rogen, NTFO, Sllash & Doppe, Treitl Hammond, Vali Bărbulescu, B-Noise, Allexinno, DJ Optick, Paul Thomas, Kim Fai, The House Moguls, David Deejay, Morris, John Puzzle, Morandi și mulți alții.
Pe 22 octombrie, Paul Damixie a lansat un remix la piesa „Hello”, single-ul prin care Adele a revenit pe piața muzicală după o pauză de câțiva ani. Remixul, lansat la câteva ore după apariția piesei oficiale, este foate apreciat, intrând chiar și în atenția editorilor site-ului buzzfeed.com.  În martie 2016, Paul Damixie a primit premiul pentru cel mai ascultat remix din 2015 în Statele Unite ale Americii pentru varianta sa la hitul „Hello“, semnat de cântăreața britanică Adele.
Lee Heart
Lee Heart (n. Cătălina Ciobanu, 3 mai 1990, București, România) este o tânără artistă de muzică dance, și în același timp vocea formației Radio Killer.
La numai 25 de ani, Lee Heart are deja un background impresionant: a studiat muzica de la 10 ani, a câștigat concursuri naționale și internaționale și a cântat alături de nume importante din industria muzicală, un exemplu fiind Black Eyed Peas, la concertul acestora din septembrie 2007, de la Arenele Romane.
Lonely Heart este piesa care a introdus-o în scenă pe Lee Heart.

## Discografie
Single-uri
- Voila (2009)
- Be Free (2010)
- I Miss You (Adela Popescu feat. Radio Killer) (2010)
- Lonely Heart (2010)
- Don't Let The Music End (2011)
- Calling You (2012)
- Is it Love Out There (2012)
- You and Me (2012)
- Middle of the night (2013)
- Raise me up (2013)
- Mestral (Pink Noisy feat. Radio Killer) (2013)
- Beautiful people (2013)
- Perfect Day (2013)
- Kill the Lights (2014)
- Living It Up (2014)
- Sunwaves (Slider & Magnit feat. Radio Killer) (2014)
- It Hurts Like Hell (2015)
- Headphones (2015)
- Feelings (2015)
- Max Kissaru - Mister Mystery (feat. Radio Killer & Smiley) (2015)
- Mi-e dor (2015)